# Orthosia rubescens
Orthosia rubescens là một loài bướm đêm trong họ Noctuidae.